# Lea (film)
Lea je česko-německý psychologický film z roku 1996 režiséra Ivana Fíly.

## Děj
Německý restituent Herbert Strehlow přesvědčí slovenského sedláka, aby mu dal za manželku jednadvacetiletou chovanku Leu. Děvče přitom vyrůstá u pěstounů od svých 7 roků. Když se Lea stala svědkem vraždy své milované maminky, přestala úplně mluvit. Jejím jediným útočištěm jsou kresby a básničky, určené mrtvé mamince. Během krátkého vztahu ovšem Lea i Strehlow pochopí, že se oba dva, jen různými způsoby, uzavřeli před ostatními lidmi.

## Ocenění
Film získal v roce 1997 dvě česká prestižní ocenění – Český lev a později na 24. MFF v Bruselu Křišťálovou hvězdu za nejlepší film. Byl také nominován na Zlatý glóbus za nejlepší cizojazyčný film.

## Obsazení
| Lenka Vlasáková  | Lea          |
| Christian Redl   | Strehlow     |
| Hanna Schygulla  | Wanda        |
| Miroslav Donutil | Gregor Palty |
| Zuzana Krónerová | Beata Palty  |

## Natáčení
Film byl natáčen na Českobudějovicku, na polorozpadlém statku Kuří u Benešova nad Černou, v Třeboni a na Slovensku.

## Uvedení
Film vznikl v koprodukci Ivan Fila Filmproduktion, Filmového studia Barrandov, Avista Film, ZDF a Arte. Distributorem filmu byla společnost Space Films, s.r.o., premiéru měl 22. května 1997, přestože byl dokončen v roce 1996.